# Федерація футболу міста Севастополя
Федерація футболу міста Севастополя — колишня громадська спортивна організація, що існувала з 1997 року до російської окупації Криму в 2014 році. 27 серпня 2016 року відновлена як Асоціація футболу АР Крим та м. Севастополя. Паралельно в окупованому Криму 15 травня 2014 року було створено Регіональну федерацію футболу Севастополя. 

## Історія
У 1923 році в Севастополі з’явилося перше футбольне поле, а на базі Севастопольського морського судноремонтного заводу була створена перша футбольна команда «Південний металург». З цього моменту почалося зростання місцевого футболу. Протягом багатьох років збірна Севастополя була однією з найсильніших у СРСР, проводилося багато міжнародних матчів. Збірна Криму переважно складалася з севастопольських гравців.
У 1936 році на базі морського судноремонтного заводу ім. Серго Орджонікідзе було створено нову команду «Суднобудівник». Саме з неї почалася історія севастопольського клубного футболу, яка перервалася лише на деякий час через Другу світову війну. Команда виступала в чемпіонатах і кубках РРФСР, а також Криму, який виграла у 1947 році. У 1949 році колектив був включений до Чемпіонату СРСР серед команд майстрів другої групи. У 1954 році від Севастополя виступала флотська команда СКЧФ, а у 1966–1967 роках — «Чайка».
З 1971 року севастопольські футболісти стали постійними учасниками другої ліги чемпіонатів СРСР. Найкращим досягненням було шосте місце у 1981 та 1982 роках під керівництвом відомого тренера Анатолія Заяєва. Багато севастопольців грали у командах вищої та першої ліг, а також у збірній СРСР. Загалом у другій лізі СРСР команда провела 926 матчів: 316 перемог, 248 нічиїх та 362 поразки (забито 1019 м’ячів, пропущено 1095).
З 1992 року севастопольці виступали у чемпіонатах України, але особливих успіхів не мали. У першому ж сезоні команда потрапила до першої ліги, але швидко опустилася у другу, де найкращим результатом стало шосте місце у сезоні 1992/1993. Далі успіхів не було. У 1996 році місто залишилося без «великого» футболу. Пізніше три сезони за Севастополь виступала флотська команда «Чорноморець», але в сезоні 2000/2001 футбол знову зник.
Він повернувся у сезоні 2001/2002 в особі «Чайки-ВМС», але команда грала вкрай невдало, програючи матч за матчем, мала серйозні фінансові проблеми, а кількість глядачів на трибунах постійно зменшувалася. Зрештою колектив посів останнє місце у групі й повинен був знову залишити чемпіонат України.
У цей період президентом клубу став Олександр Красильников, президент «Кримнафтосервісу» та головний спонсор команди. Він узяв на себе всі борги та проблеми клубу. З цього моменту почалася історія нової севастопольської команди. У липні 2002 року було зареєстровано Професійний футбольний клуб «Севастополь», який одразу зарахували до другої ліги чемпіонату України. В сезоні 2010/11 «Севастополь» дебютував у Прем'єр-лізі, але не зміг затриматися. Наступний сезон в УПЛ 2013/14 був у футбольному сенсі успішніший — команда завершила його на 9-му місці, але через окупацію Криму Росією припинила існування.